# Minab
Minab (persisch ميناب, DMG Mīnāb) ist die Hauptstadt des Distrikts Minab in der Provinz Hormozgan in Iran. Dort leben 73.170 Menschen (2016).
Minab ist nicht weit von Bandar Abbas entfernt. Es ist bekannt für die Fischerei (vor allem Garnelen) und für die Landwirtschaft (vor allem Dattelpalmen und Mangos). Es liegt an der offiziellen Hauptstraße zwischen Bandar Abbas, Makran und der Provinz Belutschistan.
In der Antike hatte Minab den Namen Harmosia (oder Harmozeia).

## Bevölkerung und Sprachen
Die Bevölkerung besteht hauptsächlich aus schiitischen Muslimen, aber es gibt eine sunnitische Minderheit. Die Menschen sprechen zu Hause Minabi, einen mit Bandari verwandten persischen Dialekt. Daneben gibt es Minderheiten, die Belutschisch, Arabisch, Swahili oder eine Turksprache sprechen.

## Sehenswürdigkeiten
Einmal pro Woche zieht ein bekannter Basar namens Panjshambe Bazar oder in Minabi-Aussprache Peyshambe Bazar („Donnerstags-Markt“) Menschen aus ganz Hormozgan und darüber hinaus an.

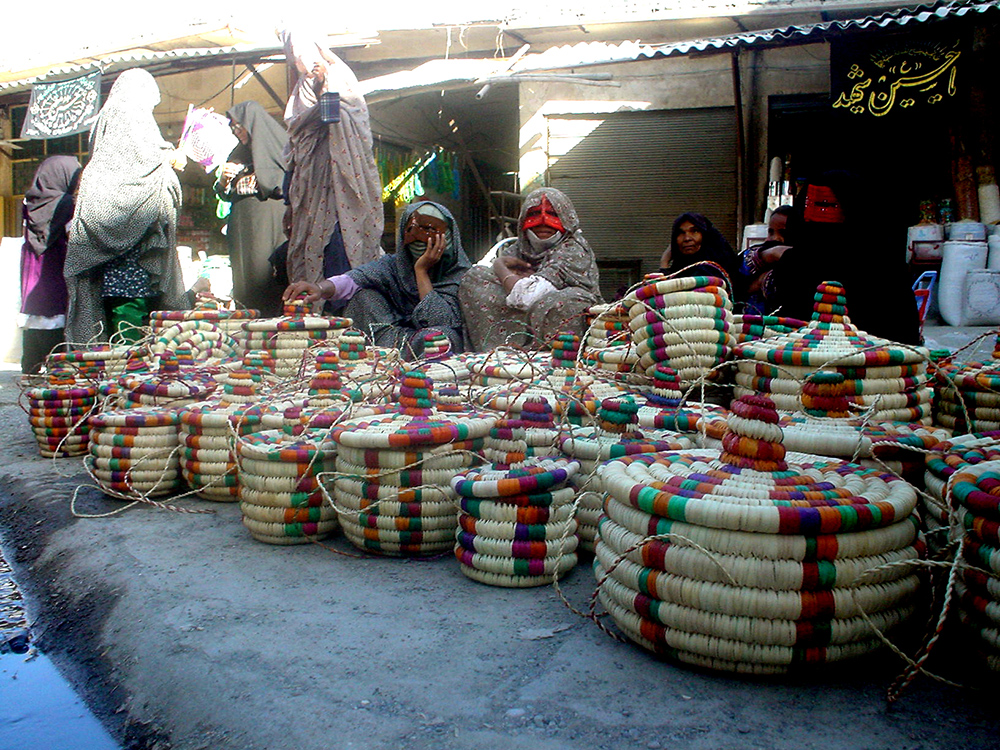
Pandschdschambe-Basar (Donnerstagsmarkt) in Minab

Darüber hinaus gibt es ein Schloss und eine Altstadt. Minab ist bekannt für Stoffmasken.